# 兰宏
兰宏（1974年2月—），男，汉族，广西都安人，中华人民共和国政治人物。

## 生平
1974年2月，兰宏出生在广西壮族自治区都安县，1997年11月加入中国共产党。
兰宏早年曾出任防城港市商务局副局长、防城港市物流规划建设管理办公室副主任、防城港城投公司党支部书记、总经理兼董事长、防城港城投公司党委书记兼董事长。2020年06月，兰宏出任防城港市住房和城乡建设局局长兼党组书记。2021年6月出任中共上思县委书记。
2024年5月14日，兰宏涉嫌“严重违纪违法”接受广西壮族自治区纪委监委纪律审查和监察调查。